# Android 11
Android 11 és l'onzè major llançament i la divuitena versió del sistema operatiu mòbil sistema operatiu mòbil Android.

## Història
La primera Developer Preview d'Android 11 es va publicar el 19 de febrer de 2020 com a imatge de fàbrica per als telèfons Google Pixel (excloent la primera generació de Pixel i Pixel XL). Estava destinat a que tres versions mensuals de visualització prèvia per a desenvolupadors es publiquessin abans de la primera publicació beta, el mes de maig. El llançament de la versió beta pública estava originalment programat per tenir lloc al Google I/O, que finalment es va cancel·lar a causa de la pandèmia per coronavirus de 2019-2020, de manera que actualment està previst un esdeveniment de llançament en línia. Al juny del 2020 està previst un estat d'"estabilitat de la plataforma" i s'espera que el llançament final es produeixi al tercer trimestre del 2020. La Developer Preview 2 es va publicar el 18 de març, seguit per Developer Preview 3 per a desenvolupadors el 23 d'abril.
Com passa amb Android 10, els noms de llançament alfabètics ja no s'utilitzen per al sistema operatiu. El logotip de la versió presenta un dial convertit en un 11 referència al cinema musical This Is Spinal Tap.

## Característiques
Les noves funcions de la plataforma incloses a Android 11 inclouen millores per a les quals es pot implementar a telèfons intel·ligents plegables (inclòs el suport per als sensors d'angle de la frontissa), 5G (inclosa una API per distingir xarxes autònomes 5G NR), Project Mainline (servei de components del sistema mitjançant la Google Play Store), i High Efficiency Image File Format (HEIF). Suport per a trucades autenticades STIR/SHAKEN també s'inclourà. Google també va exposar els plans per a una "secció de conversa dedicada a l'ombra de les notificacions", la possibilitat de concedir determinats permisos a les aplicacions cas per cas (de la mateixa manera que iOS 13), i introduir un sistema endurit amb el "emmagatzematge objectiu". Si es reinicia automàticament després d'una actualització del sistema, les aplicacions poden reprendre i tornar a accedir automàticament a l'accés a l'emmagatzematge xifrat per credencials sense autenticació.